# Câmera reflex monobjetiva

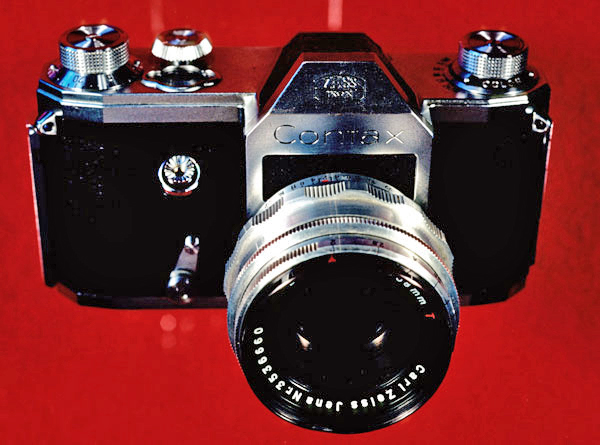
A histórica Contax S Alemã, de 1949, a primeira SLR com pentaprisma para visualização ao nível do olho

Uma câmera reflex monobjetiva (single-lens reflex camera, SLR), é uma câmera que normalmente usa um sistema de espelhos de movimento semi-automático que permite que o fotógrafo veja exatamente o que será capturado pelo filme ou pelo sistema de imagem digital (após um pequeno atraso), ao contrário de câmeras pré-SLR onde a visão através do visor pode ser bem diferente daquela capturada no filme. (A câmera de filme Canon Pellix foi uma exceção em que o espelho era uma película fixa de divisão de feixe.)
Single Lens Reflex cuja sigla é SLR, se refere a câmeras fotográficas que usam um prisma e um jogo de espelhos para captura da imagem, além de permitir o intercâmbio de lentes, permitindo uma maior qualidade e variedade das fotos.